# Examnes granulosus
Examnes granulosus là một loài bọ cánh cứng trong họ Cerambycidae.